# Evars Klešniks
Evars Klešniks (* 18. Mai 1980 in Aizkraukle, Lettische SSR) ist ein ehemaliger lettischer Handballspieler.
Klešniks, der zuletzt für den deutschen Bundesligisten TBV Lemgo spielte und für die lettische Nationalmannschaft auflief, wurde meist im rechten Rückraum eingesetzt.

## Karriere
Evars Klešniks spielte in seiner Heimat für ASK Riga, mit dem er 2001, 2002 und 2003 lettischer Meister wurde. 2003 wechselte der 1,99 m große Linkshänder in die deutsche Bundesliga zum ThSV Eisenach. Nach dem Abstieg 2004 unterschrieb er beim TUSEM Essen, mit dem er 2005 den EHF-Pokal gewann. Nach dem Essener Zwangsabstieg 2009 schloss er sich GWD Minden an, mit dem er 2010 erneut in die 2. Handball-Bundesliga abstieg. 2012 gelang ihm mit GWD der Wiederaufstieg. Im August 2013 verpflichtete ihn die HSG Wetzlar als Ersatz für Daniel Valo, der mit einem Kreuzbandriss langfristig ausfiel. 2018 schloss er sich dem Oberligisten LiT Tribe Germania an. Im Januar 2020 wechselte Klešniks bis zum Saisonende zum TBV Lemgo.
Für die Lettische Nationalmannschaft bestritt Klešniks 70 Länderspiele.